# Anunciacion Rodriguez San José
Anunciacion Rodriguez San José est une tireuse sportive espagnole.

## Palmarès
Anunciacion Rodriguez San José a remporté les épreuves Walkyrie Original et Amazones aux championnats du monde MLAIC 1996 à Warwick